# Puente de la Mujer
Le Puente de la Mujer (en français Pont de la Femme), dessiné par l'architecte espagnol Santiago Calatrava, est son unique œuvre en Amérique latine. Il se trouve sur le dock n° III de Puerto Madero, à Buenos Aires, en Argentine.

## Description
Il s'agit d'un pont piéton de 160 mètres de long sur 6,20 mètres de large divisé en trois sections : deux sections fixes sur les deux berges du dock et une section mobile qui tourne sur un pilier conique de béton blanc, et permet en moins de deux minutes le passage d'embarcations. Cette section centrale est soutenue par une aiguille d'acier avec épine de ciment de 39 mètres de hauteur. L'aiguille d'acier est disposée en diagonale, et d'elle pendent, à la manière d'un pont à haubans, les câbles qui supportent la section tournante.
Le pont est censé représenter un couple dans une pose de tango. Le mat représente le corps de l’homme et la silhouette courbée du tablier celui de la femme.

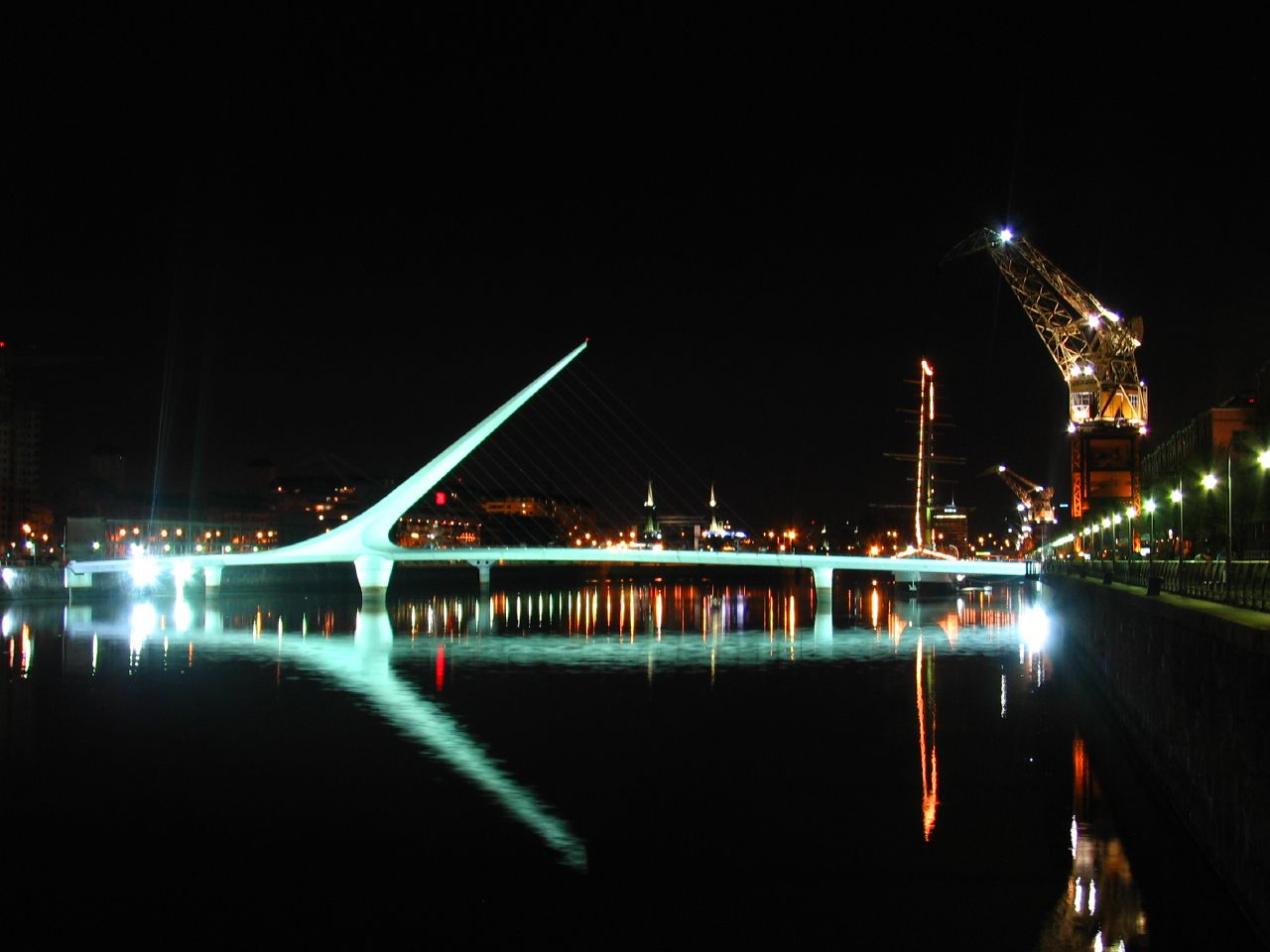
Puente de la Mujer vu de nuit

Lorsque la section mobile du pont a affectué sa rotation, elle va reposer sur un support disposé dans un axe perpendiculaire à celui de l'ouvrage.
Le coût de cette construction fut de quelque six millions de dollars qui furent offerts par un mécène, l'entrepreneur Alberto González. Il fut réalisé à Vitoria, en Espagne, par l'entreprise Urssa.
On l'inaugura le 20 décembre 2001, au plus fort de la crise économique argentine doublée d'une crise institutionnelle. De ce fait, l'inauguration passa inaperçue par la majorité des habitants de la ville, les porteños.